# Naiperas de Fournier

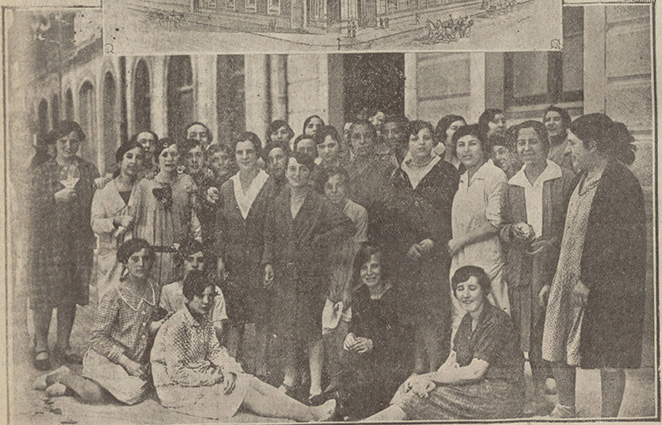
Las naiperas de Fournier, en 1928

Las naiperas de Fournier fueron el colectivo de mujeres que desde finales del siglo XIX y el siglo XX trabajaron en la fábrica de naipes vitoriana fundada por Heraclio Fournier González.

## Historia
Las naiperas tuvieron un importante papel en la fábrica de Naipes Heraclio Fournier.  Heraclio Fournier se inició en su imprenta de Vitoria, primero contando con la ayuda de su mujer, Nieves Partearroyo, y luego contratando a mujeres en su taller, que llegó a convertirse en una de las primeras grandes fábricas de la ciudad. A pesar de que en la época no estaba socialmente bien considerado el trabajo de mujeres en la industria, el caso vitoriano de estas trabajadoras fue muy distinto, y se les llegó a considerar "símbolo del vitorianismo".
Su presencia en la fábrica fue mayoritaria en varios momentos ya desde finales del siglo XIX.  En 1896, cuando fábrica contaba ya con más de 100 trabajadores, era costumbre entregar a las operarias "distinguidas por su buena conducta" prendas de vestir y otros objetos para los días de carnaval. En 1948 trabajaban en la empresa 325 naiperas, que contaban con un economato, seguro de enfermedad y vacaciones pagadas para las enfermas y las de mayor edad.
La mayoría de ellas se agrupaban dentro de la categoría denominada “oficios complementarios femeninos”. Desarrollaron trabajos no cualificados y retribuidos en menor cuantía que los de otros trabajadores, pero su repercusión hizo que se incorporara el oficio de naipero/naipera en el diccionario de la Real Academia Española en la edición de 1925.

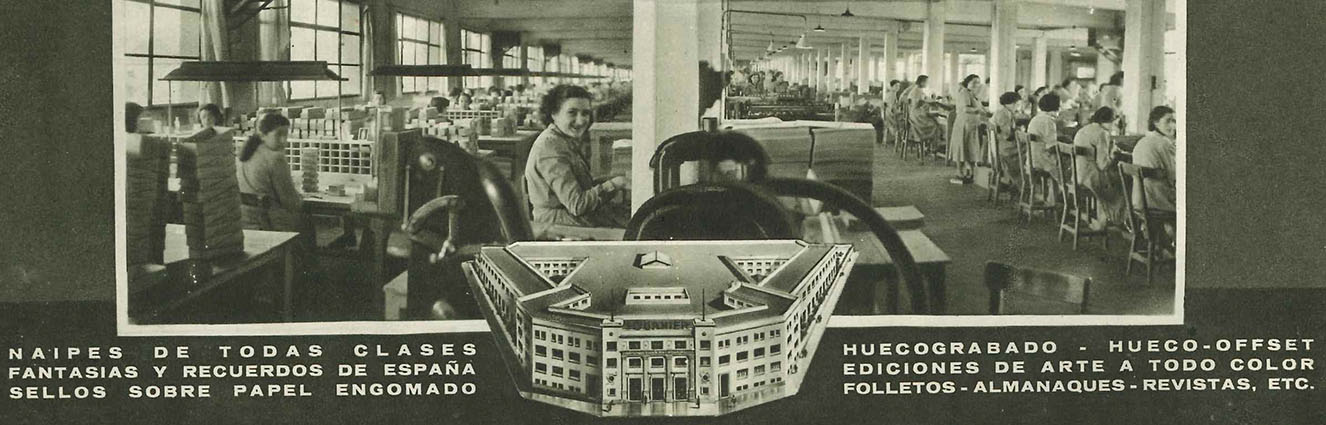
Fábrica de naipes Heraclio Fournier

Estaban bajo su responsabilidad casi todas las tareas previas y posteriores a la impresión de los naipes: la revisión de los pliegos de cartulina antes y después de su impresión, el barnizado, el corte, la confección de estuches, la revisión y empaquetado de las barajas. Una gran parte de estas naiperas, las "escogedoras", se encargaban de la revisión de todos los naipes, uno a uno, para garantizar la calidad del producto.
A lo largo del siglo XX estas trabajadoras fueron incorporándose a otras áreas de la empresa y ascendiendo en el escalafón profesional. En la década de 1920, por ejemplo, comenzaron a desempeñar trabajos administrativos, y para mediados de siglo ya estaban presentes en el laboratorio químico, y en la sección de dibujantes de proyectos o en el área de fotocomposición. Finalizaron el siglo también como maquinistas.
La fábrica de naipes Fournier se caracterizó históricamente por una escasa conflictividad social, y las movilizaciones laborales de finales del siglo XIX y a lo largo del siglo XX tuvieron escaso eco dentro de la empresa. Sin embargo, algunas naiperas sí participaron de estas movilizaciones en favor de aumentos salariales y en contra de las medidas disciplinarias y de control impuestas por la dirección.
En la segunda mitad del siglo XX, con el afianzamiento del modelo de mujer trabajadora y su identidad, las naiperas comenzaron a denunciar la discriminación laboral que padecían dentro de la empresa, tanto en el ámbito salarial como respecto a ascensos y categorías, exigiendo un mayor sueldo por el trabajo realizado y mayores posibilidades de ascenso. Un número importante de naiperas se acercaron al movimiento feminista y celebraron el 8 de marzo, Día Internacional de la Mujer Trabajadora.

## Reconocimientos

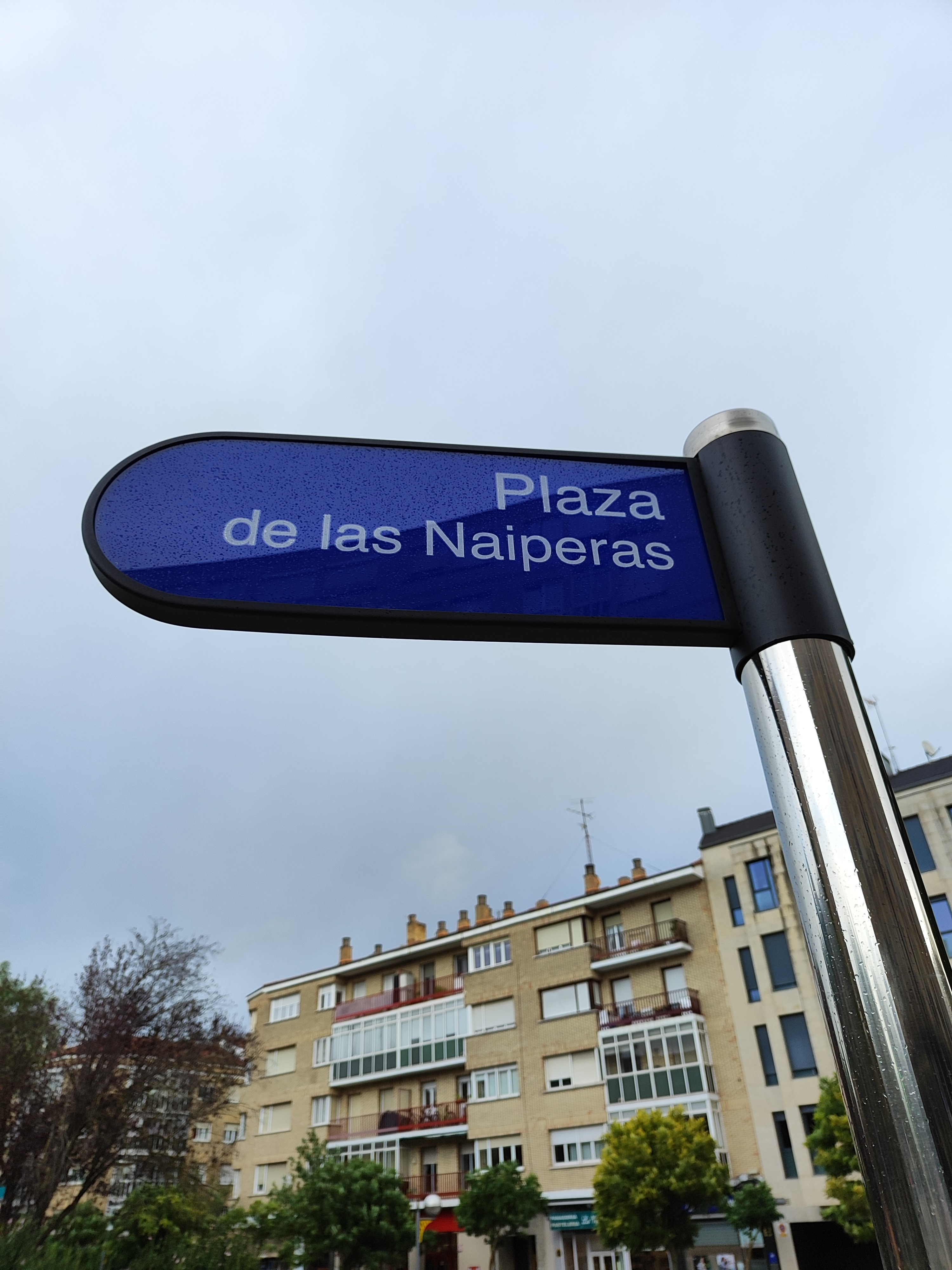